# Pholidoptera femorata
Pholidoptera femorata är en insektsart som först beskrevs av Franz Xaver Fieber 1853.  Pholidoptera femorata ingår i släktet Pholidoptera och familjen vårtbitare. Inga underarter finns listade i Catalogue of Life.